# Крагуево
Крагуево (на македонска литературна норма: Крагуево) е историческо село в Северна Македония, на територията на община Демир Хисар.

## География
Крагуево е било разположено в Долен Демир Хисар, между селата Мургашево на североизток и Стругово на югозапад, Кутретино на изток и Загориче на юг.

## История
Името на селото идва от крагуй – ловен сокол. Според местна легенда името идва от това, че на скалата, под която извирала селската река, се събирали крагуи.
Селото е тимар. В 1468 година селото плаща 1035 акчета, от които 320 за пшеница; 200 за ръж и ечемик, както и за лен, свине, ушур за лозе; за бостан, за воденици, за сватбарина и най-много испенче - 381 акчета.
Селото се споменава в 1568 година със следните жители: Лазар, син на Радослав; Дапко, син на Братослав; Станиша, син на Добре; Тале, син на Димитри; Димко, брат на Станиша; Васил; Петко, брат на Добре; Стефан Петко; Панчо, син на Добре; Дано, син на Добре; Степан, син на Добре; Степан, син на Никола; Раде, брат на Степан; Стайко Дапко; Димитри Дапко; Гьоре, син на Дапко; Димитри, син на Петко; вдовица Добра. Общо семействата са 15, а неженен 1 или общо 76 жители. В 1568 година селото е регистрирано с 63 жители.
През 90-те години на XIX век Васил Кънчов отбелязва, че Кратуево е чифлик с 4 къщи. Според статистиката на Кънчов („Македония. Етнография и статистика“) от 1900 година Крагуево има 40 жители, всички българи християни.
На Етнографската карта на Битолския вилает на Картографския институт в София от 1901 година Крагуево е чисто българско село в Битолската каза на Битолския санджак с 3 къщи.
Цялото население на селото е под върховенството на Българската екзархия. По данни на секретаря на екзархията Димитър Мишев („La Macédoine et sa Population Chrétienne“) в 1905 година в Крагуево (Kragouevo) има 32 българи екзархисти.
След Междусъюзническата война в 1913 година селото попада в Сърбия. Селото обезлюдява, като жителите му се изселват в Кутретино, Стругово, Утово, както и в България, Румъния, Русия.